# Quién me ha visto...
Quién me ha visto... es el segundo álbum de estudio de la cantante española Rozalén, editado por Sony Music Spain. Su lanzamiento se llevó a cabo el 11 de septiembre de 2015, y llegando rápidamente al primer puesto en las listas de ventas. Este trabajo ha permitido a la artista conseguir su segundo disco de oro.
El 30 de septiembre de 2016 se lanzó una edición especial del álbum (CD+DVD), titulado Quién me ha visto y quién me ve, grabada en directo en el Palacio de la Música Catalana. Esta edición incluye temas inéditos como Me arrepiento con El Kanka, Asuntos pendientes con Abel Pintos y la versión de Y sin embargo te quiero, cantada con su madre.

## Lista de canciones
1. Ahora - 3:07
2. Será mejor - 3:12
3. Berlín - 3:44
4. Somos - 3:34
5. Vuelves - 3:22
6. Photocall - 3:07
7. Mis palabras - 2:40
8. Tonta - 2:40
9. Mi fe - 3:21
10. Los artistas - 3:20
11. La belleza - 3:40
12. Ni tú ni yo - 4:55

## Sencillos
- Vuelves (2015).

- Ahora (2015).
- Será mejor (2016).